# Quartu Sant'Elena
Quartu Sant'Elena, Cuartu Sant'Aleni en langue sarde, est une ville italienne de la ville métropolitaine de Cagliari dans la région Sardaigne en Italie.

## Administration
| Période                                  | Période | Identité | Étiquette | Qualité |
| ---------------------------------------- | ------- | -------- | --------- | ------- |
|                                          |         |          |           |         |
| Les données manquantes sont à compléter. |         |          |           |         |

### Hameaux
Flumini

### Communes limitrophes
Cagliari, Maracalagonis, Monserrato, Quartucciu, Selargius